# Ebrima K. S. Dampha
Alhaji Ebrima K. S. Dampha (* 20. Jahrhundert) ist ein gambischer Verwaltungsbeamter. Er war von März 2017 bis August 2020 Gouverneur der gambischen North Bank Region (NBR).

## Leben
Dampha war als Direktor der Öffentlichkeitsarbeit bei der Social Security and Housing Finance Corporation beschäftigt. Am 6. März 2017 wurde Dampha von der neuen Regierung Adama Barrow zum Gouverneur der North Bank Region ernannt, er ersetzt Lamin Queen Jammeh, der Anfang Februar von diesem Posten enthoben wurde.
Dampha ging im August 2020 in den Ruhestand, er übergab sein Amt vorübergehend an seinem bisherigen Stellvertreter Musa Seku Kanteh. Als neuer Gouverneur wurde Lamin Saidykhan ernannt.